# Мобильная маргаритка
Dengeki Daisy (яп. 電撃デイジー) — комедийная сёдзё-манга Кёсукэ Мотоми. С октября 2007 года публикуется в журнале Betsucomi издательства Shogakukan. Последняя 75 глава манги вышла 12 октября 2013 года. В формате танкобонов выпущено 16 томов манги. Под названием «Мобильная маргаритка» в России серия лицензирована издательством «Росмэн».

## Сюжет
Когда Соитиро, старший брат Тэру и единственный родной ей человек, умер, он оставил только мобильный телефон с номером своего друга, загадочного человека под ником Дейзи. Соитиро обещал Тэру, что Дейзи будет заботиться о ней, когда его не станет. После смерти Соитиро Дейзи постоянно заботится о Тэру и поддерживает с ней переписку через смс. При этом он не показывает своего лица и всё, что Тэру знает о нём — номер телефона.
Через год после смерти брата Тэру случайно разбивает окно в школе. Из-за этого ворчливый школьный уборщик Тасуку Куросаки заставляет её отрабатывать стоимость разбитого окна, выполняя за него работу. Постепенно Тэру начинает испытывать к нему романтические чувства. Позже Тэру узнаёт, что Куросаки является тем самым загадочным Дейзи.

## Персонажи

### Основные
- Тэру Курэбаяси (яп. 紅林 照 Курэбаяси Тэру) — 16-летняя девушка, не так давно потерявшая старшего брата. По оценкам занимает первое место, получает стипендию в школе. Денег у неё мало, поэтому никогда не привередничает в еде. Неплохо готовит. Обладает сильным характером, но иногда совершенно «раскисает». Никогда не видела Дэйзи, но всецело ему доверяет; он стал для неё как старший брат. К Куросаки поначалу относится негативно, но позже её отношение к нему меняется и её чувства приобретают романтический характер. После того, как враги её брата разгромили её квартиру, некоторое время живёт с Куросаки, ведёт хозяйство. Открытая, дружелюбная.
- Тасуку Куросаки (яп. 黒崎 佑 Куросаки Тасуку) — 24-летний молодой человек, работает уборщиком в школе, где учится Тэру. Является хакером и в определённых кругах известен под ником DAISY (Дэйзи). Курит сигареты Philip Morris, часто пьёт пиво. В гневе страшен и даже не пренебрегает грубой силой. Умеет хорошо готовить, но терпеть не может это делать. Ездит на чёрном джипе «Чероки» старой модели. Увлекается маджонгом. Заставляет Тэру выполнять за себя обязанности уборщика, но по-настоящему грязную и сложную работу делает сам. Всячески оберегает Тэру и очень ею дорожит. При этом тщательно скрывал от неё свои чувства, талант хакера и то, что он и есть тот самый таинственный Дэйзи. Винит себя в смерти брата Тэру, т.к. он разработал вирус и попал из-за него в передрягу. Брат Тэру, вместо того чтобы лечить рак желудка, последние дни жизни посвятил помощи Куросаки.

### Второстепенные персонажи
- Масуда (Мастер) (яп. 増田) — как и Куросаки, является членом команды, которую возглавлял брат Тэру Соитиро. Работает менеджером в кафе «Охонабатака». Носит платок и фартук. Куросаки, Рико и многие другие персонажи называют его «Мастер». Несмотря на своё добродушие и склонность дразнить Куросаки по поводу его отношений с Тэру, Мастер может быть удивительно пугающим; Куросаки признаёт, что Мастер куда ужаснее, чем он. Он прекрасно осведомлён о деятельности Куросаки в качестве DAISY и наблюдал за Куросаки ещё до того, как тот познакомился с Соитиро.
- Рико Онидзука (яп. 鬼塚 理子 Онидзука Рико) — была членом команды, возглавляемой Соитиро, а также его девушкой. Поэтому она относится к Тэру, как к младшей сестре. Рико дружит с Куросаки и часто даёт ему советы по поводу Тэру, часто дразнит или бьёт, если считает, что он поступил неправильно по отношению к Тэру. Работает школьным психологом в школе Тэру. Ей 30 лет.
- Киёси Хасэгава (яп. 長谷川 清 Хасэгава Киёси) — одноклассник и лучший друг Тэру, стипендиат. Он пытался узнать больше о том, почему Тэру осталась в нищете после смерти брата, несмотря на то, что Соитиро был гениальным программистом. В конечном итоге Киёси пытаются убить, но Куросаки спасает его. Киёси умён, всегда действует по собственному усмотрению. Мастер очень доверяет ему и открывает истинную личность DAISY. Киёси работает на Куросаки в качестве второго «слуги» и помогает ему следить за Тэру в школе. Часто посмеивается над чувствами Куросаки к ней. Носит очки. Ему 16 лет, его рост — 162 см.
- Рэна Итиносэ (яп. 一之瀬 玲奈 Итиносэ Рэна) — президент школьного студенческого совета. Сначала негативно относилась к Тэру и Киёси, но после подружилась с ними. Встречалась с учителем информатики Араи до того, как его уволили, но сохранила к нему привязанность и после расставания.

## Список томов манги
| № | На японском языке      | На японском языке      | На русском языке          | На русском языке          |
| № | Дата публикации        | ISBN                   | Дата публикации           | ISBN                      |
| --- | ---------------------- | ---------------------- | ------------------------- | ------------------------- |
| 1 | 26 октября 2007 года   | ISBN 9784091308542     | 9 июня 2011 года          | ISBN 9785353054115        |
| Содержит главы 1 — 4 | Содержит главы 1 — 4   | Содержит главы 1 — 4   | Одна дополнительная глава | Одна дополнительная глава |
| После смерти брата только один человек помогает Тэру жить — загадочный Дейзи. У неё есть всего лишь его номер телефона, и общаются они только через SMS. И вот однажды Тэру приходится поневоле начать помогать злобному школьному уборщику Куросаки. |                        |                        |                           |                           |
| 2 | 26 марта 2008 года     | ISBN 9784091314550     | 28 октября 2011 года      | ISBN 9785353055273        |
| Содержит главы 5 — 9 |                        |                        |                           |                           |
| Квартиру бедной школьницы Тэру перевернули вверх дном воры, поэтому девушка пока живёт у школьного уборщика Куросаки. На самом деле Куроскаки — это Дейзи, таинственный друг Тэру по переписке, но она об этом не догадывается.                       |                        |                        |                           |                           |
| 3 | 26 августа 2008 года   | ISBN 9784091320070     | 13 марта 2012             | ISBN 9785353056249        |
| Содержит главы 10 — 14 |                        |                        |                           |                           |
| 4 | 26 января 2009 года    | ISBN 9784091322104     | 16 марта 2012             | ISBN 9785353057079        |
| Содержит главы 15 — 19 |                        |                        |                           |                           |
| 5 | 26 июня 2009 года      | ISBN 9784091323958     |                           |                           |
| Содержит главы 20 — 24 |                        |                        |                           |                           |
| 6 | 26 февраля 2010 года   | ISBN 9784091327741     |                           |                           |
| Содержит главы 25 — 29 | Содержит главы 25 — 29 | Содержит главы 25 — 29 | Две дополнительных главы  | Две дополнительных главы  |
| 7 | 26 июля 2010 года      | ISBN 9784091333841     |                           |                           |
| Содержит главы 30 — 34 |                        |                        |                           |                           |
| 8 | 26 октября 2010 года   | ISBN 9784091334794     |                           |                           |
| Содержит главы 35 — 39 |                        |                        |                           |                           |
| 9 | 26 апреля 2011 года    | ISBN 9784091337900     |                           |                           |
| Содержит главы 40 — 44 |                        |                        |                           |                           |
| 10 | 26 сентября 2011 года  | ISBN 9784091340375     |                           |                           |
| Содержит главы 45 — 49 |                        |                        |                           |                           |
| 11 | 26 марта 2012 года     | ISBN 9784091343161     |                           |                           |
| Содержит главы 50 — 54 |                        |                        |                           |                           |
| 12 | 26 июня 2012 года      | ISBN 9784091345530     |                           |                           |
| Содержит главы 55 — 59 |                        |                        |                           |                           |
| 13 | 25 января 2013 года    | ISBN 9784091350800     |                           |                           |
| Содержит главы 60 — 64 |                        |                        |                           |                           |
| 14 | 26 июня 2013 года      | ISBN 9784091352675     |                           |                           |
| Содержит главы 65 — 69 |                        |                        |                           |                           |
| 15 | 25 октября 2013 года   | ISBN 9784091356505     |                           |                           |
| Содержит главы 70 — 74 |                        |                        |                           |                           |
| 16 | 26 февраля 2014 года   | ISBN 9784091357601     |                           |                           |
| Содержит главу 75 | Содержит главу 75      | Содержит главу 75      | 4 дополнительные главы    | 4 дополнительные главы    |